# Kowalowa (Petite-Pologne)
Pour les articles homonymes, voir Kowalowa.
Kowalowa est une localité polonaise de la gmina de Ryglice, située dans le powiat de Tarnów en voïvodie de Petite-Pologne.